# Міжнародний конкурс з інформатики та комп'ютерної грамотності «Бобер»
«Бебрас» — Міжнародний конкурс з інформатики та комп'ютерної грамотності, який проводиться з метою підвищення ІКТ-компетентності дітей, ознайомлення і зацікавлення сучасними інформаційними технологіями, комп'ютерною технікою та літературою, активізація творчої діяльності вчителів, надання статистичних даних результатів конкурсу для вдосконалення навчальних програм та підручників. Конкурс проводиться щорічно у першу неділю листопада спільно з Міжнародною Спільнотою «Бебрас» («International Beaver Community»). Організація «International Beaver Community» налічує на 1 травня 2019 року 46 країн. Україна вперше провела в себе конкурс в 2008.

## Про конкурс

### «Бебрас» у світі
Ідея конкурсу виникла в 2003 році під час проведення в США Міжнародної Олімпіади з Інформатики у керівника литовської команди професорки  Вільнюського університету Валентини Дагєне   . Назва конкурсу виникла в результаті спостережень за роботою бобрів вздовж річок в Фінляндії. Відомий американський вислів про працьовитих і цілеспрямованих людей– «Busy as a beaver». Тому симпатичний бобер став символом цього змагання.
|                     | Різні змагання не тільки розвага, але і вдосконалення здібностей, набуття нових знань і навичок. Якщо змагання насичене, веселе і захопливе, то воно мотивує багатьох і надалі йти в цьому напрямку, вчитися і підвищувати свою компетентність. |
| — Валентина Дагєне, | |

Перший конкурс був проведений у Литві в 2004 році. У наступному році в литовському місті Пасваліс одинадцять країн – Австрія, Данія, Естонія, Єгипет, Ізраїль, Латвія, Литва, Нідерланди, Німеччина, Польща, Фінляндія- утворили Міжнародну Спільноту «Бебрас». Завдання Спільноти – розробка та узгодження завдань національних конкурсів країн-учасників з метою підвищення комп’ютерної грамотності дітей, ознайомлення і зацікавлення сучасними інформаційними технологіями, комп’ютерною технікою та літературою.
2015 року конкурс виборов перемогу та премію асоціації Informatics Europe за кращу практику в галузі освіти за 2015 рік, присвячену ініціативам, що сприяють освіті з інформатики в початкових та середніх школах .
| Країна                                                | 2004  | 2005  | 2006  | 2007   | 2008   | 2009   | 2010    | 2011    | 2012   | 2013   | 2014   | 2015   | 2016   | 2017   | 2018   | 2019   | 2020   | 2021 | 2022            |
| Литва                                                 | 3 470 | 5 852 | 7 105 | 7 034  | 6 614  | 10 358 | 13 889  | 19 277  | 24390  | 25909  | 24985  | 24709  | 33006  | 41708  | 44136  | 43490  | 32107  |      | 53975           |
| Австрія                                               | ...   | ...   | ...   | 1 113  | 1 702  | 3 910  | 8 425   | 9 171   | 9877   | 12154  | 13910  | 17641  | 21191  | 31034  | 32675  | 37621  | 19741  |      | 44570           |
| Чехія                                                 | ...   | ...   | ...   | ...    | 4069   | 10 351 | 14 867  | 19 280  | 27650  | 34454  | 44083  | 52596  | 71792  | 74518  | 79988  | 90976  | 61788  |      | 183564          |
| Естонія                                               | ...   | ...   | 1486  | 2975   | 4039   | 3482   | 3 956   | 4807    | 4012   | 3517   | 3026   | 4020   | 4095   | 3919   | 3458   | 3475   | 3354   |      | 4793            |
| Італія                                                | ...   | ...   | ...   | ...    | ...    | 310    | 1325    | 1579    | 2000   | ...    | 2736   | 12017  | 28368  | 41064  | 51297  | 46052  | 14519  |      | 39933           |
| Латвія                                                | ...   | ...   | ...   | 519    | 701    | 828    | 1 072   | 893     | 1336   | ...    | ...    | 1209   | 7510   | 13027  | 17574  | 19550  | 14896  |      | 27764           |
| Польща                                                | ...   | ...   | 6096  | 6625   | 8748   | 10 344 | 9 962   | 11 945  | 15578  | 15933  | ...    | 13392  | 15862  | 24168  | 22540  | 20622  | 10074  |      | 16649           |
| Нідерланди                                            | ...   | ...   | 374   | 2 405  | 5139   | 8 326  | 10 231  | 11 252  | 12000  | 12592  | 18278  | 21086  | 24476  | 18447  | 18852  | 25482  | 18245  |      | 18605           |
| Франція                                               | ...   | ...   | ...   | ...    | ...    | ...    | ...     | 46 346  | 92000  | 171932 | 228365 | 344976 | 474901 | 598869 | 682053 | 702060 | 523598 |      | 699310          |
| Словаччина                                            | ...   | ....  | ...   | 3 568  | 9 317  | 13 942 | 22 139  | 36 382  | 49798  | 55017  | 60654  | 66842  | 62981  | 74216  | 77928  | 89768  | 55064  |      | 124558          |
| Словенія                                              | ...   | ...   | ...   | ...    | ...    | ...    | ...     | 3 454   | 8120   | 12040  | 16803  | 24158  | 29083  | 29993  | 33590  | 28803  | 18955  |      | 30315           |
| Фінляндія                                             | ....  | ...   | ...   | ...    | ...    | ...    | 1 472   | 2 045   | 2197   | 4423   | 5579   | 5598   | 5827   | 6564   | ...    | 5395   | 4307   |      | 5191            |
| Швейцарія                                             | ...   | ...   | ...   | ...    | ...    | ...    | 3 470   | 4 475   | 7086   | 9832   | 10418  | 13475  | 12665  | 16395  | 21313  | 25345  | 30994  |      | 44149           |
| Україна                                               | ...   | ...   | ...   | ...    | 1 429  | 13 114 | 25 971  | 42 176  | 59918  | 86266  | 82548  | 93820  | 98766  | 117463 | 117885 | 110978 | 49317  |      | 89923           |
| Німеччина                                             | ...   | ...   | ...   | 21 802 | 53 602 | 82 879 | 117 950 | 155 419 | 186048 | 206430 | 217506 | 248084 | 290802 | 341241 | 373406 | 401737 | 381580 |      | 465097          |
| Угорщина                                              | ...   | ...   | ...   | ...    | ...    | ...    | ...     | 1 911   | 3200   | 6246   | 9106   | 13438  | 18046  | 21411  | 25464  | 27702  | 29341  |      | 37351           |
| Японія                                                | ...   | ...   | ...   | ...    | ...    | ...    | ...     | 1 600   | 3600   | 4371   | 4572   | 3538   | 4080   | 5509   | 5128   | 3420   | 4554   |      | 5086            |
| Бельгія                                               | ...   | ...   | ...   | ...    | ...    | ...    | ...     | ...     | 137    | ...    | 1464   | 1762   | 2023   | 2345   | 4400   | 4050   | 3369   |      | 3274            |
| Тайвань                                               | ...   | ...   | ...   | ...    | ...    | ...    | ...     | ...     | ...    | 9526   | 8482   | 27864  | 60744  | 111162 | 118332 | 143076 | 159039 |      | 169608          |
| Ірландія                                              | ...   | ...   | ...   | ...    | ...    | ...    | ...     | ...     | ...    | 3141   | 1362   | ...    | 1129   | 5717   | 6851   | 6882   | 9533   |      | 7947            |
| Канада                                                | ...   | ...   | ...   | ...    | ...    | ...    | ...     | ...     | ...    | 2395   | 4558   | 10288  | 11732  | 15730  | 18874  | 19546  | 15462  |      | 27479           |
| Швеція                                                | ...   | ...   | ...   | ...    | ...    | ...    | ...     | ...     | ...    | 1869   | 7059   | 6206   | 9396   | 9696   | 5499   | 3609   | ...    |      |                 |
| Азербайджан                                           | ...   | ...   | ...   | ...    | ...    | ...    | ...     | ...     | ...    | ...    | 4184   | 4065   | 5153   | ...    | ...    | ...    | ...    |      |                 |
| Велика Британія                                       | ...   | ...   | ...   | ...    | ...    | ...    | ...     | ...     | ...    | ...    | 39246  | 55967  | 81658  | 143134 | 201911 | 260971 | 240803 |      | 365091          |
| Білорусь                                              | ...   | ...   | ...   | ...    | ...    | ...    | ...     | ...     | ...    | ...    | ...    | 53587  | 70753  | 111554 | 150237 | 176492 | 166038 |      | виключені з IBC |
| Туреччина                                             | ...   | ...   | ...   | ...    | ...    | ...    | ...     | ...     | ...    | ...    | ...    | 13784  | 19951  | 35164  | 68484  | 109563 | 40431  |      | 44235           |
| Північна Македонія (до 12 лютого 2019 року Македонія) |       |       |       |        |        |        |         |         |        |        |        | 19608  | 18126  | 24820  | 25372  | 25166  | 19263  |      | 16909           |
| Росія                                                 | ...   | ...   | ...   | ...    | ...    | ...    | ...     | ...     | ...    | ...    | 23350  | 24543  | 27298  | 22549  | 12909  | 11937  | 8756   |      | виключені з IBC |
| ПАР                                                   |       |       |       |        |        |        |         |         |        |        | 7019   | 28543  |        | 22056  |        |        |        |      |                 |
| Хорватія                                              |       |       |       |        |        |        |         |         |        |        |        |        | 5624   | 15247  | 22887  | 24819  | 36491  |      | 48015           |
| Румунія                                               |       |       |       |        |        |        |         |         |        |        |        |        | 11222  | 15148  | 14976  | 15695  | 7194   |      | 10988           |
| Пакистан                                              |       |       |       |        |        |        |         |         |        |        |        | 7369   | 8488   | 11170  | 8754   | 9240   |        |      | 9870            |
| Південна Корея                                        |       |       |       |        |        |        |         |         |        |        |        |        |        | 7203   | 25455  | 44332  | 63897  |      | 61865           |
| В'єтнам                                               |       |       |       |        |        |        |         |         |        |        |        |        |        | 6737   | 12957  | 24787  |        |      | 25929           |
| Боснія і Герцеговина                                  |       |       |       |        |        |        |         |         |        |        |        |        |        | 4164   | 9732   | 9765   |        |      | 13743           |
| Індонезія                                             |       |       |       |        |        |        |         |         |        |        |        |        | 1533   | 3714   | 5065   | 6773   | 16186  |      | 34315           |
| Ісландія                                              |       |       |       |        |        |        |         |         |        |        |        | 475    | 1780   | 2045   | 1357   | 2451   | 2504   |      | 2415            |
| Болгарія                                              |       |       |       |        |        |        |         |         |        |        | 598    | 474    | 431    | 414    | 514    | 502    | 244    |      | 728             |
| Кіпр                                                  |       |       |       |        |        |        |         |         |        |        |        | 431    | 713    |        |        | 521    | 1085   |      | 1898            |
| Малайзія                                              |       |       |       |        |        |        |         |         |        |        | 600    |        |        |        |        |        |        |      |                 |
| Монголія                                              |       |       |       |        |        |        |         |         |        |        |        |        |        | 251    |        |        |        |      |                 |
| Португалія                                            |       |       |       |        |        |        |         |         |        |        |        |        |        | 160    |        |        | 17496  |      | 77853           |
| Йорданія                                              |       |       |       |        |        |        |         |         |        |        |        |        |        | 155    |        |        |        |      |                 |
| Ізраїль                                               |       |       |       |        |        |        |         |         |        |        |        |        | 250    |        |        |        |        |      |                 |
| Індія                                                 |       |       |       |        |        |        |         |         |        |        |        |        |        |        | 136607 | 178239 | 103114 |      | 65231           |
| Іспанія                                               |       |       |       |        |        |        |         |         |        |        | 633    | 851    | 671    |        |        |        |        |      | 2044            |
| Сербія                                                |       |       |       |        |        |        |         |         |        |        | 20817  | 30823  | 35554  |        | 50168  | 53099  | 28187  |      | 59076           |
| США                                                   |       |       |       |        |        |        |         |         |        |        | 15311  | 39213  | 51782  |        | 46699  | 56534  | 47470  |      | 26943           |
| Австралія                                             |       |       |       |        |        |        |         |         |        |        | 10434  | 16925  |        |        | 43164  |        | 22609  |      | 25504           |
| Нова Зеландія                                         |       |       |       |        |        |        |         |         |        |        | 783    |        | 315    |        | 330    | 2312   |        |      |                 |
| Казахстан                                             |       |       |       |        |        |        |         |         |        |        |        | 7311   | 2995   |        |        |        |        |      |                 |
| Гонконг                                               |       |       |       |        |        |        |         |         |        |        |        |        |        |        | 4659   |        |        |      |                 |
| Іран                                                  |       |       |       |        |        |        |         |         |        |        |        | 2967   |        |        | 4161   |        |        |      | 5489            |
| Таїланд                                               |       |       |       |        |        |        |         |         |        |        |        |        |        |        | 4132   | 3964   | 14776  |      | 9325            |
| Філіппіни                                             |       |       |       |        |        |        |         |         |        |        |        |        |        |        | 2236   |        | 213    |      | 1721            |
| Сингапур                                              |       |       |       |        |        |        |         |         |        |        |        |        |        |        | 1352   | 288    |        |      | 1599            |
| Алжир                                                 |       |       |       |        |        |        |         |         |        |        |        |        |        |        | 796    | 894    | 16184  |      | 10481           |
| Греція                                                |       |       |       |        |        |        |         |         |        |        |        |        |        |        |        | 21717  |        |      |                 |
| Китай                                                 | ...   | ...   | ...   | ...    | ...    | ...    | ...     | ...     | ...    | ...    | ...    | ...    | ...    | ...    | ...    | ...    | 39869  |      | 42517           |
| Узбекистан                                            | ...   | ...   | ...   | ...    | ...    | ...    | ...     | ...     | ...    | ...    | ...    | ...    | ...    | ...    | ...    | ...    | 26335  |      | 33328           |
| Саудівська Аравія                                     | ...   | ...   | ...   | ...    | ...    | ...    | ...     | ...     | ...    | ...    | ...    | ...    | ...    | ...    | ...    | ...    | 6527   |      | 38041           |
| Уругвай                                               | ...   | ...   | ...   | ...    | ...    | ...    | ...     | ...     | ...    | ...    | ...    | ...    | ...    | ...    | ...    | ...    | 3593   |      | 49362           |
| Єгипет                                                |       |       |       |        |        |        |         |         |        |        |        |        |        |        |        |        |        |      | 82108           |
| Бразилія                                              |       |       |       |        |        |        |         |         |        |        |        |        |        |        |        |        |        |      | 8274            |
| Палестина                                             |       |       |       |        |        |        |         |         |        |        |        |        |        |        |        |        |        |      | 7232            |
| Аргентина                                             |       |       |       |        |        |        |         |         |        |        |        |        |        |        |        |        |        |      | 6990            |
| Колумбія                                              |       |       |       |        |        |        |         |         |        |        |        |        |        |        |        |        |        |      | 5191            |
| Сирія                                                 |       |       |       |        |        |        |         |         |        |        |        |        |        |        |        |        |        |      | 3274            |
| Ямайка                                                |       |       |       |        |        |        |         |         |        |        |        |        |        |        |        |        |        |      | 1881            |
| Домініканська республіка                              |       |       |       |        |        |        |         |         |        |        |        |        |        |        |        |        |        |      | 1119            |
| Чорногорія                                            |       |       |       |        |        |        |         |         |        |        |        |        |        |        |        |        |        |      | 716             |
| Сальвадор                                             |       |       |       |        |        |        |         |         |        |        |        |        |        |        |        |        |        |      | 51              |

### «Бебрас» вУкраїні
| Рік  | Дата проведення | Кількість областей учасників | Кількість вікових категорій | Кількість учнів учасників |
| ---- | --------------- | ---------------------------- | --------------------------- | ------------------------- |
| 2022 |                 |                              |                             |                           |
| 2021 |                 |                              |                             |                           |
| 2020 | 8-11 листопада  | 27                           | 5                           | 49 317                    |
| 2019 | 10-12 листопада | 27                           | 5                           | 110 978                   |
| 2018 | 11-16 листопада | 27                           | 5                           | 117 885                   |
| 2017 | 12-18 листопада | 27                           | 5                           | 117 463                   |
| 2016 | 6-8 листопада   | 27                           | 5                           | 98 766                    |
| 2015 | 8-9 листопада   | 27                           | 5                           | 93 371                    |
| 2014 | 9-10 листопада  | 27                           | 5                           | 82 557                    |
| 2013 | 10 листопада    | 27                           | 5                           | 86 266                    |
| 2012 | 11 листопада    | 27                           | 4                           | 59 918                    |
| 2011 | 6 листопада     | 27                           | 4                           | 42 176                    |
| 2010 | 7 листопада     | 25                           | 3                           | 24 746                    |
| 2009 | 20 грудня       | 23                           | 3                           | 12 763                    |
| 2008 | 21 грудня       | 3                            | 3                           | 1 429                     |

## Організація і проведення конкурсу
Конкурс проводиться в Україні відповідно до повноважень, делегованих Міжнародним оргкомітетом BEBRAS. Конкурс проводиться з метою популяризації і поглиблення знань з інформатики серед учнів, поширення та впровадження національних освітніх технологій за кордоном, аналізу та запровадження сучасних прогресивних освітніх зарубіжних технологій в Україні.
Організацію і проведення в Україні Міжнародного конкурсу з інформатики та комп’ютерної грамотності “Бобер» забезпечує Організаційний комітет, зареєстрований  Міжнародним оргкомітетом та Всеукраїнська координаційна рада конкурсу «Бобер», у яку входять представники всіх регіонів України.
У повноваження оргкомітету входить:
- затвердження правил проведення Конкурсу;
- визначення дати проведення Конкурсу;
- формування банку завдань Конкурсу;
- сумісно з Всеукраїнською координаційною радою Конкурсузабезпечення проведення Конкурсу в регіонах України;
- організація перевірки робіт Учасників Конкурсу, визначення переможців;
- оприлюднення результатів Конкурсу;
- проведення статистичного аналізу результатівКонкурсу;
- опрацьовання  зауважень щодо проведення Конкурсу та його завдань;
- налагодження  випуску  компакт-дисків з усіма матеріалами  Конкурсу;
- підготовка пакету пропозицій до Міжнародного оргкомітету BEBRAS для формування банку завдань  Конкурсу  наступного року;
- проведення Всеукраїнського семінару  Координаційної ради  для підбиття підсумків проведеного і підготовки до наступного Конкурсу.

### Завданняконкурсу
Основними завданнями Конкурсу є:
- підвищення комп’ютерної грамотності дітей;
- ознайомлення і зацікавлення сучасними інформаційними технологіями, комп’ютерною технікою та літературою;
- активізація творчої діяльності вчителів;
- надання  статистичних даних результатів Конкурсу для вироблення методичних рекомендацій щодо вдосконалення навчальних програм та підручників.

### Правила проведення
Конкурс «Бебрас» проводиться на благочинній основі, для учнів 2—11 класів навчальних закладів загальної середньої освіти. Конкурс проводиться в п'яти вікових групах: БОБРИНЯТОЧКО - для учнів 4-5 класів, БОБРЕНЯТКО — для учнів 4-5 класів, БОБРЕНЯ — для учнів 6–7 класів; БОБРИК — для учнів 8—9 класів; БОБЕР — для учнів 10-11 класів загальноосвітніх шкіл. Для того, щоб зареєструватися у конкурсі учневі необхідно, зареєструватися у шкільного чи регіонального координатора.
Конкурс проводиться в один день в усіх регіонах України за однаковими завданнями для кожної вікової групи. Місцеві осередки проведення конкурсу отримують завдання за кілька днів до його початку. Головна вимога до координаторів та учасників конкурсу — самостійна та чесна робота над завданнями.
Координаційна рада — періодично діючий орган, який складається з координаторів областей та активних координаторів від районів (міст), селищ, загальноосвітніх навчальних закладах.
Оргкомітет разом з координаційною радою можуть вносити пропозиції щодо змін до чинних правил проведення конкурсу, встановлювати мінімальні розміри доброчинних внесків для фінансування конкурсу.
Оргкомітет звітує перед координаційною радою про витрати на організацію і проведення конкурсу, інших заходів згідно із затвердженим кошторисом.
Координатори конкурсу
Інформація про конкурс доводиться до відома координаторів Оргкомітетом. Проведення конкурсу на місцях здійснюється регіональними координаторами, які:
- поширюють ідеї конкурсу в області, районі (місті), загальноосвітньому навчальному закладі;
- отримують та розповсюджують між учасниками конкурсу рекламні матеріали, інструктивні матеріали, пакет завдань; пароль доступу тощо;
- допомагають учням, вчителям і батькам у підготовці до участі у змаганнях;
- залучають доброчинні внески учасників та окремих спонсорів для проведення конкурсу на місцях;
- забезпечують самостійність і чесність роботи учнів над завданнями;
- надсилають на розрахунковий рахунок Благодійного фонду конкурсу доброчинні внески, а на адресу Оргкомітету — ксерокопію квитанції переказу та заявку, де вказують кількість учасників відповідно до їх вікових категорій;
- збирають автоматично створені файли з відповідями учасників, відсилають їх на адресу Оргкомітету у день виконання завдань або на наступний день;
- повідомляють учасників про результати конкурсу, організовують відзначення учнів сертифікатами, інформаційно-тренувальними дисками та заохочувальними призами;
- подають звіт до Оргкомітету про використання сертифікатів та інших відзнак.

За дотримання правил проведення конкурсу відповідає координатор, який перед початком конкурсу проводить детальний інструктаж Учасників Конкурсу щодо заповнення анкети учасника та роботи з пакетом завдань.
Кожен Учасник після завершення конкурсу віддає свій файл відповідей координатору;
Конкурс триває: 
для учнів 2-3 класів - 40 хвилин;
для учнів 4-5 класів — 60 хвилин;
для учнів 6-7 класів — 70 хвилин;
для учнів 8-9 класів — 80 хвилин;
для учнів 10-11 класів — 90 хвилин.
Програма автоматично фіксує час початку і час завершення роботи над завданнями. При порушенні часових термінів проведення конкурсу результат може бути анульованим.
Час на відкриття пакету, введення паролю та заповнення анкети не враховується.
Учасники конкурсу та їхні батьки (опікуни) після завершення перевірки робіт мають право ознайомитися з експертними оцінками своїх робіт, здійсненими Організаційним комітетом;
З усіма запитаннями щодо проведення конкурсу координатор може звернутися до Організаційного комітету.

### Зміст і структура завдань
Завдання для учасників Конкурсу запропоновані та затверджені щорічним форумом Міжнародної спільноти “Бобер”. Учасникам пропонуються завдання двох типів:
1. Текстові завдання. До них додаються чотири варіанти відповіді, з яких потрібно обрати правильний. 
2. Інтерактивні завдання. Отримати правильний результат можна лише при виконанні відповідної послідовності  операцій на комп’ютері.
Організаційний комітет Конкурсу приймає від координаторів пропозиції щодо формування основного завдання на наступний рік. До формування банку завдань Конкурсу запрошуються досвідчені вчителі та науковці. Прізвища авторів завдань вказуються в інформаційних матеріалах.
Платформу, на якій реалізовано весь конкурс (від оформлення задач до їх перевірки), розробив студент Львівського національного університету ім. Івана Франка, випускник Львівського фізико-математичного ліцею Тарас Шпот. Значну допомогу у створенні цієї платформи надала компанія “Eleks SoftWare”.

### Критерії оцінювання результатів
Основним критерієм оцінювання результату є сумарна кількість балів, набрана  учасником. Кожен учасник має початкову суму 30 балів. 
Для учнів 4 – 5 класів пропонується  21 завдання ( 7 – по 3 бали, 7 – по 4 бали, 7 – по 5 балів). 
Для учнів 6 – 7 класів пропонується  24 завдання ( 8 – по 3 бали, 8 – по 4 бали, 8 – по 5 балів). 
Для учнів 8 – 9 класів пропонується  27 завдань ( 9 – по 3 бали, 9 – по 4 бали, 9 – по 5 балів). 
Для учнів 10 –11 класів пропонується  30 завдань ( 10 – по 3 бали, 10 – по 4 бали, 10 – по 5 балів). 
За неправильну відповідь у тестовому завданні від загальної суми віднімається 1 бал, відсутність відповіді оцінюється в 0 балів. За  невірний розв’язок інтерактивного завдання бали не знімаються, неповний або неоптимальний розв’язок оцінюється меншою кількістю балів. 
Максимальна кількість балів, яку може отримати учасник:
для учнів 4-5 класів – 114 балів;
для учнів 6-7 класів – 126 балів; 
для учнів 8-9 класу – 138 балів; 
для учнів 10-11 класу – 150 балів.

### Відзначення учасниківКонкурсу
Відзначення (нагородження й заохочення) учасників здійснюється за рахунок доброчинних внесків учасників та окремих спонсорів конкурсу.
Кожний учасник отримує спеціальний сертифікат учасника Конкурсу «Бебрас» та інформаційно-тренувальний диск з відповідями та детальними рекомендаціями до розв'язків завдань, аналізом результатів конкурсу.
Підсумки  конкурсу проводяться по кожному класу окремо у наступному порядку:
1/8 від всіх  учасників Конкурсу даного класу по Україні, які отримали найвищі результати, відзначаються сертифікатом «Відмінний результат».
3/8 учасників відзначаються сертифікатом «Добрий результат», половина учасників – сертифікатом «Учасник конкурсу».
Визначення абсолютних переможців Конкурсу може проводитись лише в межах одного навчального закладу.
Усі навчальні заклади отримують диски з інформаційними матеріалами Конкурсу та науково-популярними матеріалами з галузі інформатики.
Для учнів, які постійно беруть участь у Конкурсі та показують високі результати, можуть бути організовані додаткові заохочувальні заходи.

### Підбиття підсумківКонкурсу
Результати Конкурсу оприлюднюються не пізніше, ніж через два місяці після проведеннязмагань. Результати виконаних робіт, сертифікати та  інформаційно-тренувальні диски розсилаються до місцевих осередків проведення Конкурсу.

### Апеляція та громадський контроль
Апеляційна комісія уповноважена розглядати апеляції Учасників Конкурсу з приводу порушення процедури проведення Конкурсу та інформувати координаційну раду про свою позицію щодо обґрунтованості поданих апеляцій.
Апеляція подається впродовж строку, вказаного Організаційним комітетом, але не пізніше трьох тижнів після оприлюднення результатів перевірки завдань Учасників Конкурсу за адресою Апеляційної комісії.
Склад Апеляційної комісії затверджує Організаційний комітет Конкурсу.
Апеляційна комісія розглядає апеляції в строк не більше трьох робочих днів, приймає рішення щодо обґрунтованості поданих апеляцій більшістю голосів та складає протокол, який підписують голова, секретар та члени Апеляційної комісії.
Висновки Апеляційної комісії, викладені в протоколі, доводяться до відома Учасників Конкурсу та подаються до Оргкомітету протягом двох робочих днів після завершення її роботи для прийняття остаточного рішення.
Координатори Конкурсу можуть залучати до організації Конкурсу та контролю за дотриманням правил його проведення батьків Учасників Конкурсу (за згодою). Пропозиції та зауваження батьків щодо організації та проведення Конкурсу координатор надсилає до Оргкомітету.

### Фінансування конкурсу
Організація та проведення конкурсу здійснюється за рахунок доброчинних внесків його учасників, окремих спонсорів.

## Використання результатів конкурсу в педагогічних дослідженнях
Організатори вбачають основну мету конкурсу в залученні учнів до вивчення інформаційних технологій, і хоча конкурс не проєктувався як інструмент тестування ряд досліджень присвячено можливості використання його результатів як засобу оцінки обчислювального мислення учнів . На користь такої можливості, крім великого числа учасників, зазвичай недосяжного в рамках спеціально організованих досліджень, говорить відсутність в завданнях конкурсу спеціальної термінології або необхідності в навичках програмування, що дозволяє оцінювати рівень обчислювального мислення як такого. Крім того, завдання конкурсу розробляються з метою охопити всі аспекти обчислювального мислення і відповідним чином каталогізуються авторами .
Існують приклади досліджень, де результати участі в конкурсі були використані як метрики для оцінки ефективності програм розвитку обчислювального мислення . Завдяки тому, що національні координаційні ради надають відкритий доступ до бази завдань минулих років, в ряді досліджень завдання використані поза конкурсною процедурою.
Результати рішення завдань конкурсу зіставляються з результатами використання альтернативних інструментів оцінки обчислювального мислення (Dr. Scratch, CTt) (Dr. Scratch, CTt), національних 

## Вплив
- у квітні 2022 року Міжнародна спільнота Bebras вирішила більш ніж двома третинами голосів, як того вимагає Статут Bebras виключити Команди з Росії та Білорусі з Міжнародної Спільноти «Бебрас», заборонивши  участь у підготовці та роботі над завданнями для Bebras Community та використання назви та логотипу Міжнародного конкурсу Bebras; закривши доступ до репозиторію завдань[5]
- 2022 року Нова Зеландія встановила для переможців свого національного конкурсу премію імені Юлі Здановської, переможниці міжнародних та всеукраїнських олімпіад з інформатики та математики, переможниці, а пізніше шкільної координаторки конкурсу Бебрас[10][11]

### Семінари для координаторів конкурсу «Бебрас»
Конкурс «Бебрас» має на меті не лише зацікавити дітей інформатикою та інформаційними технологіями, — це і спроба об'єднати навколо розв'язання спільних проблем вчителів інформатики з різних областей України, сприяти розвитку освітніх інновацій, формуванню нових сценаріїв професійного розвитку та професійної поведінки вчителя в умовах інформаційного суспільства.